# Maud Bonneaud
Madeleine Annette Bonneaud, conocida como Maud Bonneaud y Maud Westerdahl, (Limoges, 4 de enero de 1921 - Madrid, 13 de noviembre de 1991) fue una artista multidisciplinar surrealista francesa que destacó en la disciplina del esmalte. Fundadora, junto a la escultora María Belén Morales, de la primera agrupación de mujeres artistas de Canarias, Las Doce. Está considerada como una artista clave en la historia del arte en Canarias.

## Biografía
En 1939, cuando estalló la II Guerra Mundial, quedó atrapada en Poitiers donde conoció al escritor, poeta, ensayista y teórico del surrealismo, André Breton. Él fue uno de los tres artistas determinantes en su vida y obra, junto a Óscar Domínguez y Eduardo Westerdahl.
En 1941, se licenció en Letras por la Universidad de Poitiers en Francia. En 1943, durante su estancia en París, conoció a las figuras del surrealismo de la capital francesa, entre los que se encontraba Óscar Domínguez, con quien contrajo matrimonio en 1945. En esta época además estableció una sólida amistad con Pablo Picasso.
En 1947, Bonneaud y Óscar Domínguez expusieron en Londres. Durante este periodo, establecieron una fuerte amistad con Valentine Penrose, quien influyó en la orientalización e inspiración bizantina de la artista. Tres años después se divorció de Domínguez, manteniendo una relación de amistad.
En 1955, contrajo mantrimonio con Eduardo Westerdahl, de quien adoptó su apellido pasando a ser conocida como Maud Westerdahl.
En 1954, el matrimonio se instaló en Tenerife, desarrollando una importante actividad artística y cultural como artista y crítica de arte.
Durante su estancia en las islas, Bonneaud mantuvo una amistad duradera con los surrealistas canarios que marcaron su vida y la memoria artística, como Domingo Pérez Minik, Pedro García Cabrera, Martín Chirino, Manolo Millares y Elvireta Escobio.
En 1985 regresó a Madrid, donde permaneció hasta el final de su vida.

## Trayectoria
Entre 1943 y 1947, Bonneaud se inició como esmaltadora, trabajando la vitrificación de los colores en distintos talleres de Limoges. Entre sus trabajos, destacó la colección de joyas para Christian Dior y, en Alemania, se encargó de la decoración del montaje teatral Las moscas, de Jean-Paul Sartre.
En 1953, se creó el Museo de Arte Contemporáneo Eduardo Westerdahl (MACEW), en Tenerife, donde el papel de Bonneaud fue clave para impulsarlo. Fue el primer museo de arte contemporáneo creado en España.
En 1965, junto a María Belén Morales, formó la primera agrupación de mujeres artistas de Canarias, Las Doce, en el Círculo de Bellas Artes de Tenerife. Previamente, había impulsado diversas exposiciones de mujeres artistas y fue clave para llevar a cabo I Exposición Internacional de Escultura en la Calle de Santa Cruz de Tenerife.
En 1980 realizó su última exposición individual, titulada Fabulario, en la Galería Rodin de Santa Cruz de Tenerife.

## Reconocimientos
El 11 de marzo de 2020, el Centro Atlántico de Arte Moderno (CAAM) celebró la conferencia Maud Bonneaud-Westerdahl: la surrealista cartesiana, en la que se rindió homenaje a la figura de Bonneaud.
El 8 de junio de 2023 el Cabildo de Tenerife le otorgó la distinción de "Hija Adoptiva de la isla", a título póstumo.